# (35118) 1992 EV5
1992 EV5 (asteroide 35118) é um asteroide da cintura principal. Possui uma excentricidade de 0.08508090 e uma inclinação de 6.85936º.
Este asteroide foi descoberto no dia 2 de março de 1992 por UESAC em La Silla.